# Batuque (Kaapverdië)

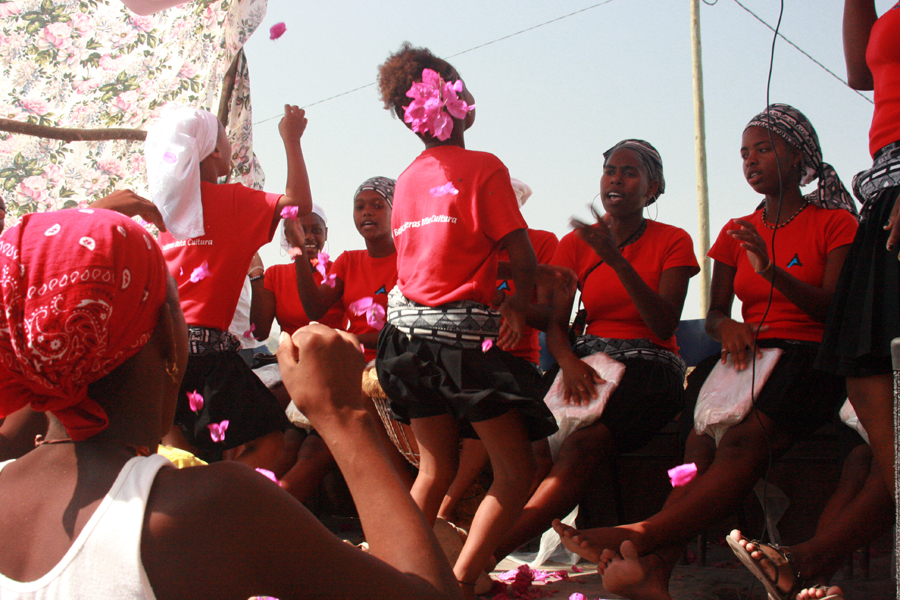
Batuquegroep Batucadeiras Delta Cultura.

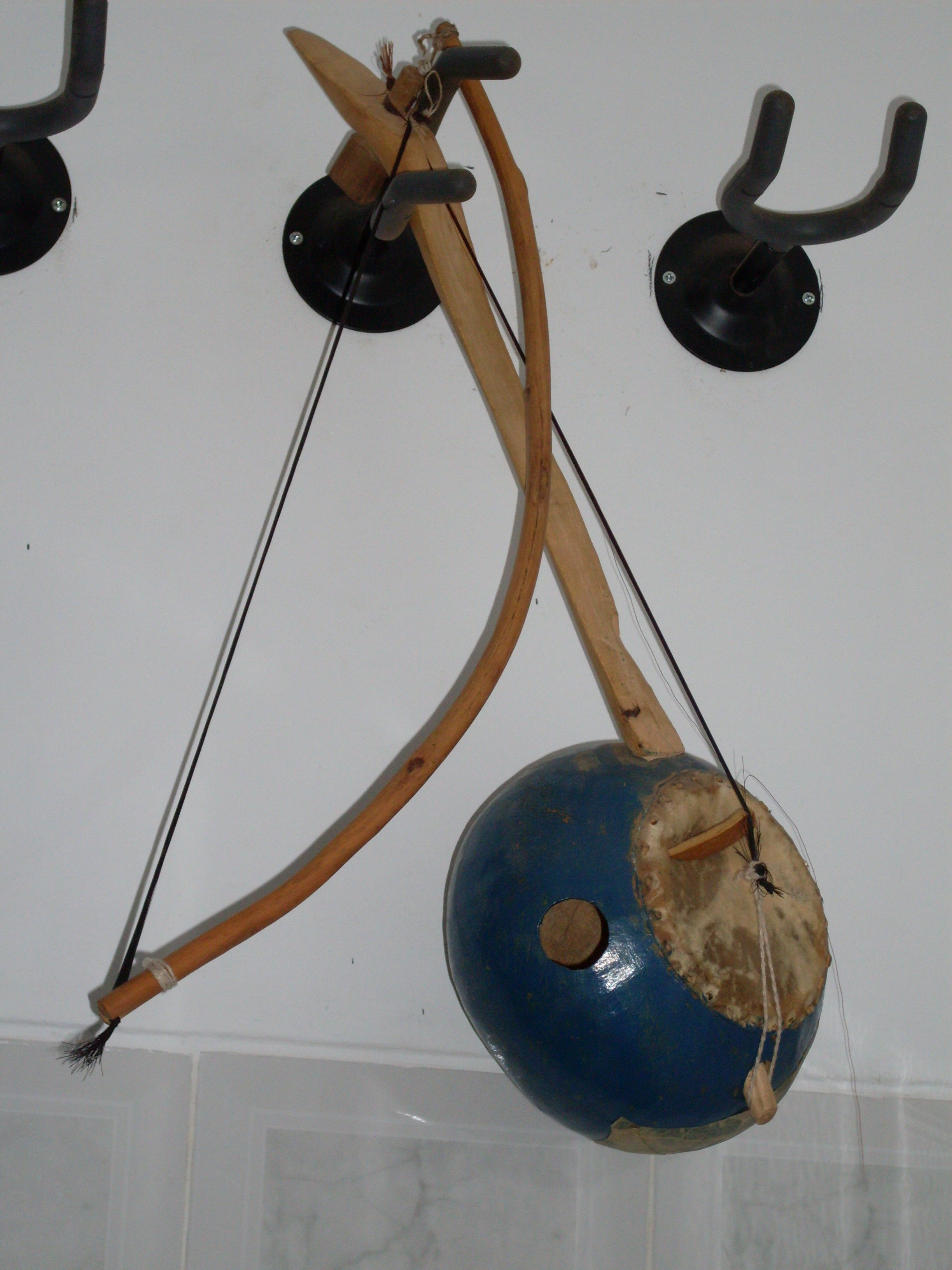
Cimboa.

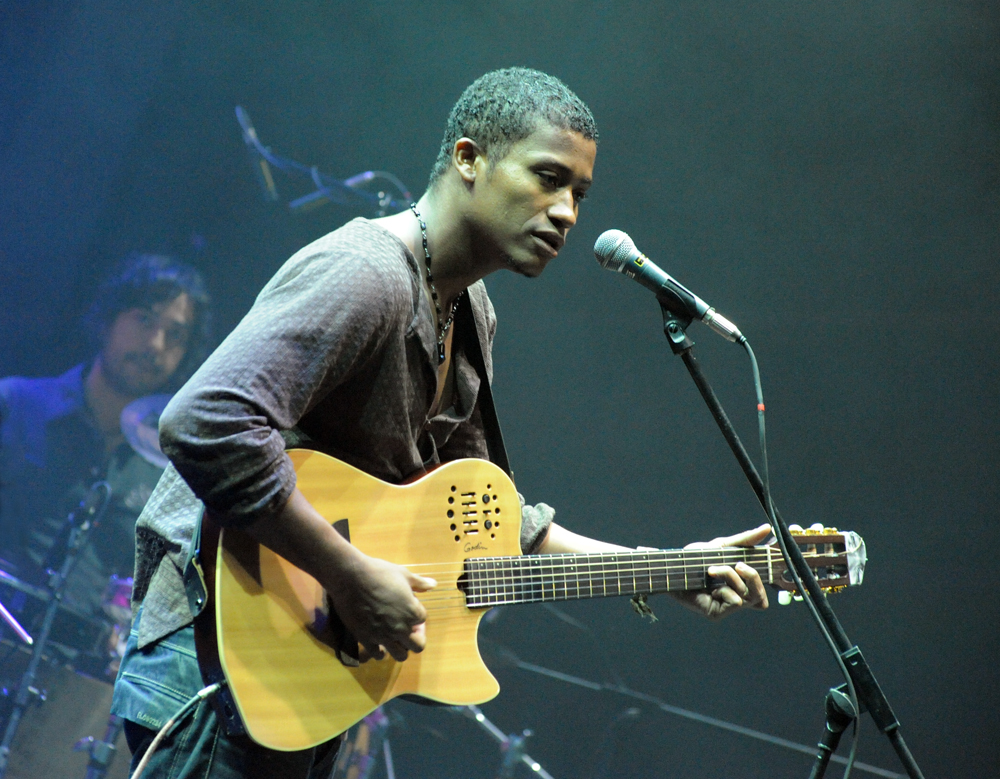
Tcheka.

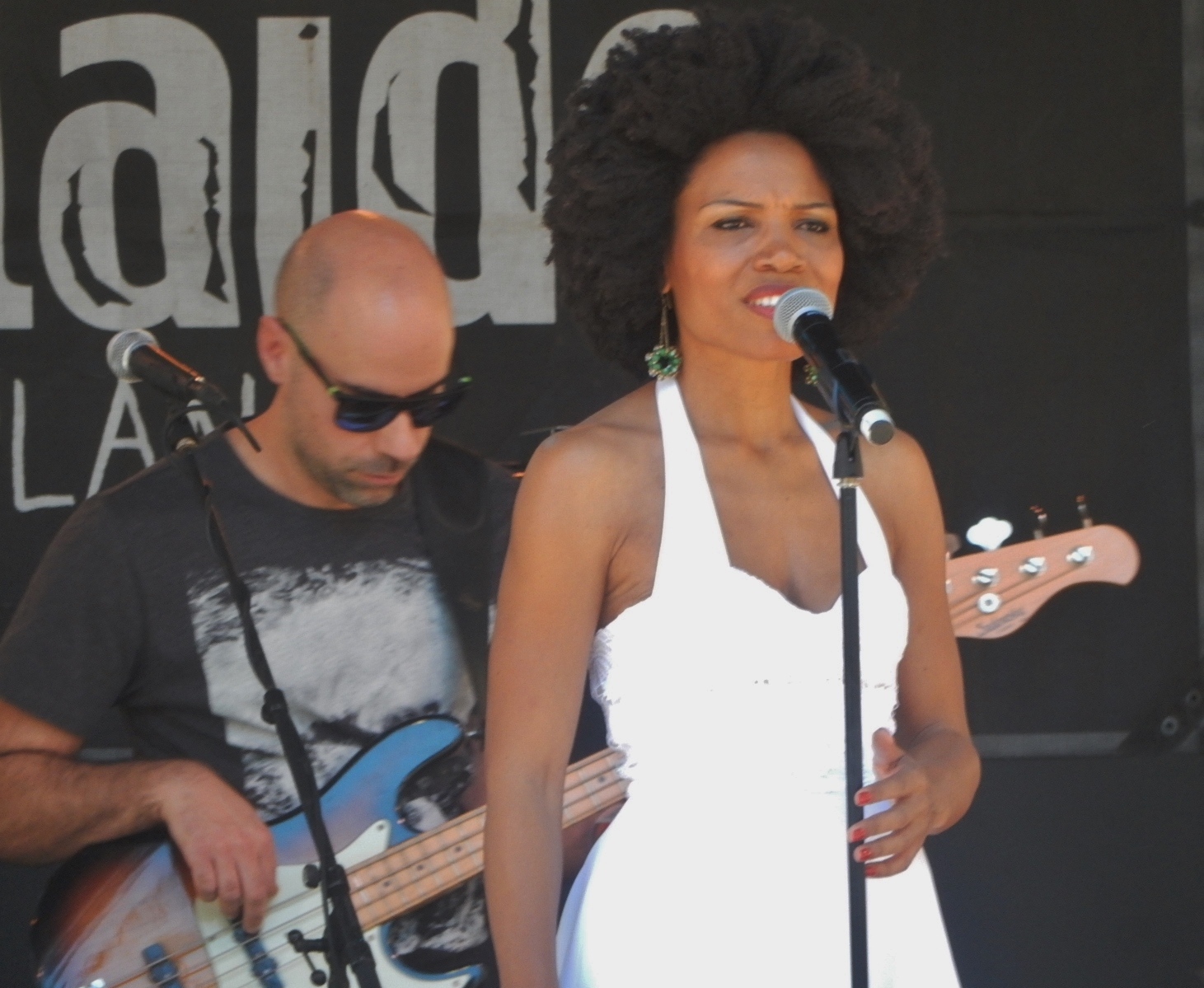
Lura.

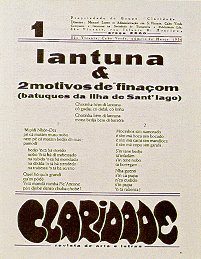
Tekst van een batuque in het Kaapverdische literaire tijdschrift Claridade, 1936.

Batuque (of batuco of batuku) is een Kaapverdisch muziek- en dansgenre.

## Stijl
Batuque is een combinatie van zang, dans en percussie. Het werd traditioneel vooral door vrouwen beoefend. 
Tijdens een traditionele batuque-sessie zitten de vrouwelijke zangeressen/percussionisten (batuqueiras) in een cirkel. Een leadzangeres zingt verzen of versregels die door andere zangeressen herhaald worden. Men klapt met de handen of slaat op een xabeta, een (leren) kussen of opgerold stuk stof dat tussen de benen is geklemd. Het ritme begint langzaam, waar anderen in de groep op reageren met snellere ritmes. Een of twee dansers bewegen zich naar het midden van de cirkel om daar te dansen. 
Een belangrijk instrument in de traditionele batuque was de cimboa. Dit is een snaarinstrument met één snaar en een van kalebas gemaakte klankkast. De cimboa wordt bespeeld met een boog. De cimboa is na verloop van tijd (bijna) uitgestorven en werd vervangen door andere snaarinstrumenten. 
Batuque onderscheidt zich van andere Kaapverdische genres door de vraag-en-antwoordstructuur en het polyritmische karakter (het gebruik van meerdere ritmes tegelijk). Beide elementen komen ook voor in traditionele muziek- en dansstijlen op het Afrikaanse vasteland.

## Finaçon
Tijdens of voor een batuquesessie wordt vaak finaçon ten gehore gebracht. Het genre finaçon is nauw verwant aan batuque. De beide genres hebben sterke overeenkomsten, en diverse (lead)zangers en ensembles beheersen beide genres. 
Tijdens finaçon brengt de ensembleleider of leadzangeres (cantadeira) solo ritmisch gesproken of gezongen tekst ten gehore. De solist wordt hierbij begeleid door dezelfde percussie als in batuque. 
De tekst van een finaçon is vaak deels geïmproviseerd. De tekst kan spottend, satirisch commentaar of kritiek op sociale of alledaagse kwesties bevatten. Ook wordt finaçon gebruikt  om verhalen te vertellen over belangrijke gebeurtenissen, personen of families. Het komt ook voor dat finaçon-zangers worden ingehuurd om tijdens bruiloften de gehuwden en hun families te prijzen.

## Geschiedenis
Batuque was oorspronkelijk (net als funaná) een genre van de arme plattelandsbevolking van Santiago. Het werd door vrouwen beoefend tijdens de ceremonies rond bruiloften, doopfeesten, heiligenvieringen en processies.
Batuque is een van de oudste muziekvormen uit Kaapverdië. De muziek stamt vermoedelijk af van de muziek die tot slaaf gemaakte Afrikanen vanaf de 15e eeuw meenamen naar Kaapverdië. Vanaf de 19e eeuw vinden we verwijzingen naar batuque terug in documenten zoals reisverslagen. Een voorbeeld hiervan is een beschrijving van een batuque-optreden door Charles Darwin, die Kaapverdië bezocht tijdens zijn reis met de HMS Beagle. 
Batuque werd net als funaná lang veroordeeld en onderdrukt. De kerk veroordeelde batuque vanwege de suggestieve dansbewegingen. De Portugese koloniale autoriteiten en de  Kaapverdische middenklasse keken neer op Afrikaanse genres als batuque en zagen het als primitief. De Portugese autoriteiten onderdrukten het genre, eerst met een beroep op de dronkenschap en vechtpartijen die zich soms voordeden tijdens feesten, en later, tijdens de Kaapverdische onafhankelijkheidsstrijd, vanwege de soms militante teksten.
Na de onafhankelijkheid van Kaapverdië in 1974 kwam er in Kaapverdië meer ruimte en waardering voor Kaapverdische en Afrikaanse cultuur. Batuque maakte een heropleving door. Het genre verspreidde zich naar andere Kaapverdische eilanden en naar de Kaapverdische gemeenschap buiten Kaapverdië. Ook waren er groepen zoals Bulimondo die batuque in aangepaste vorm opnamen in hun repertoire.
Vanaf de jaren 1990 gingen diverse batuque-groepen met professionele producenten en songwriters werken. Improvisatie werd minder belangrijk in batuque.
Sinds de jaren 2000 verwerken diverse Kaapverdische solo-artiesten en groepen batuque in hun repertoire. Ze gebruiken hiervoor moderne arrangementen met instrumenten als gitaar, keyboard en drums, en combineren batuque met andere genres. Voorbeelden van artiesten binnen deze trend zijn Tcheka, Lura, Mayra Andrade, Orlando Pantera en Princezito. 

## Artiesten en groepen
Voorbeelden van componisten, artiesten en groepen in het batuque genre:
Traditionele batuque:
- Nha Nácia Gomi
- Nha Bibinha Cabral
- Nha Gida Mendi
- Tchim Tabara
- Ntóni Denti d'Oru

Moderne batuque
Begin 20e eeuw vertaalden musici als Orlando Pantera en Tcheka de ritmes van de batuque naar hun gitaarspel. Er kwam een heropleving van moderne  batuque op gang. Ook artiesten als Princezito, Lura en Mayra Andrade brachten moderne batuque ten gehore of lieten zich door batuque beïnvloeden.
In dezelfde periode waren ook diverse meer traditionele batuque-groepen actief. Voorbeelden zijn de Portugese groep Orquestra Batukadeiras De Portugal en de Rotterdamse groep Sima nos e so nos. Madonna werkte in 2018 samen met Orquestra Batukadeiras De Portugal voor de song Batuka. Ze nam deze door batuque geïnspireerde song op voor haar album Madame X. De bijbehorende video werd opgenomen in  Sintra en geregisseerd door de Nederlands-Ghanese regisseur Emmanuel Adjei.